# Fernando Allende
Fernando Allende (Cidade do México, 10 de novembro de 1952) é um ator e cantor mexicano de cinema e televisão.

## Carreira

### Telenovelas
- Muchacha italiana viene a casarse (2014) - Sergio Ángeles
- Esperanza del corazón (2011) - Orlando Duarte
- Sortilegio (2009) - Antonio Lombardo
- Besos prohibidos (1999) - José Luis
- María Bonita (1995) - José Santos / Damar Santoyo
- Dulce ave negra (1993) - Santiago Banderas
- Sangre de lobos (1992) - Tomás Nájera
- Amor de nadie (1990) - Guillermo
- Tiempo de amar (1987) - Luis Alberto Carrasco
- Grecia (1987) - Fernando
- Corazón salvaje (1977) - Renato
- El milagro de vivir (1975)
- Ana del aire (1974) - Gerardo
- El amor tiene cara de mujer (1973)

### Programas
- Bailando por un sueño (2014) - Participante
- Como dice el dicho (2014)
- Nada es verdad, nada es mentira (2014) - Roberto
- Estrella2 (2013) - Invitado
- Nueva vida (2013) - Tristán
- Las aventuras de Superboy (1989) - Dueño del Club
- Corrupción en Miami (1986) - Tico Arriola
- Hunter (1985) - Carlos Moreno
- The Hitchhiker  (1985) - Victor
- Murder, She Wrote (1985) - Miguel Santana
- Glitter (1984) - Prince
- Master of the Games (1984) - George Mellis
- Heart to Heart  (1981-1983) - Fernando / Tomas
- Flamingo Road  (1981) - Julio Sánchez
- Fénix, un dios revivido (1981) - Diego DeVarga

### Cinema
- Agora (2016) - Mark
- Sinvergüenza (2016) - Dali
- Isa (2014) - Mr. Gross
- Blackwater (2013)
- Frontera (2010) - Don Julian Martinez
- Maria (2010) - Don David
- Tras la línea enemiga 3: Colombia (2009)
- Cigarrón (2006)
- Slayer  (2006) - Luis
- Siempre te amaré (2004)
- Naked Lies (1998) - Damián Medina
- Angely smerti (1993)
- Stalingrad (1990) - Ruben Ibarruri
- Beverly Hills Brats (1989) - Roberto
- Un hombre y una mujer con suerte (1988) - Antonio
- Alamo: Trece días para la gloria (1987) - Col. Alamonte
- Tragedia en tres actos (1986) - Ricardo Montoya
- Heartbreaker (1983) - Beto
- Johnny Chicano (1981) - johnny Chicano
- Duelo a muerte (1980) - Carlos Aceves "El lobo negro"
- El lobo negro (1980) - Carlos Aceves "El lobo negro"
- La venganza del lobo negro (1980) - Carlos Aceves "El lobo negro"
- El amante del alba (1981)
- Verano salvaje (1980)
- Con la muerte en ancas (1980) - Casey Kelly
- El contrabando del paso (1980) - Joven ranchero
- Frontera (1980) - Fernando
- Calle de los Ángeles (1979) - Ramon "Gallo" Zamora
- El ilegal (1979) - Gabriel Ramírez
- Te quiero (1979)
- La güera Rodríguez (1977)
- El coquito (1977) - Julio
- ¿Y ahora qué, señor fiscal? (1977)
- El hombre de los hongos (1976) - Sebastián
- La Virgen de Guadalupe (1976) - Juan Diego
- El pacto (1976) - Sergio
- Negro es un bello color (1974) - Mario
- El desconocido (1974) - Marcos
- El primer amor (1974)
- El amor tiene cara de mujer  (1973) - Pablo Escándon
- Mecánica nacional (1972) - Jovem do grupo
- María (1972) - Efraín
- Para servir a usted (1971)

## Discografia
- Como te amo (2014) distribuído por Discos Musart
- Fernando Allende (2013) distribuído por RCA Records
- Fernando Allende.......para ti (2013) distribuído por RCA Records
- Grandes Exitos Vol. 1 (2010) independente